# هیرشدال (کالیفرنیا)
هیرشدال (به انگلیسی: Hirschdale) یک منطقه ثبت‌نشده در شهرستان نوادا، ایالت کالیفرنیا است. این منطقه در ارتفاع ۱۶۶۰ متری (۵۴۴۶ فیت) از سطح در واقع شده. هیرشدال در فاصله ۱۰٫۱ کیلومتری شمال شرق تراکی قرار دارد.